# Dendropsophus battersbyi
Dendropsophus battersbyi är en groddjursart som först beskrevs av Juan A. Rivero 1961.  Dendropsophus battersbyi ingår i släktet Dendropsophus och familjen lövgrodor. IUCN kategoriserar arten globalt som otillräckligt studerad. Inga underarter finns listade i Catalogue of Life.